# Тешнярь
Тешнярь — река в России, протекает по Сосновоборскому району Пензенской области. Длина реки составляет 48 км. Площадь водосборного бассейна — 474 км².
Начинается у деревни Озёрки. В верховьях течёт в юго-западном направлении. Правый берег порос осиново-берёзовым лесом, на левом — населённые пункты Щукино, Козловка, Сюзюмское, Малая Садовка. Затем поворачивает на юг, протекает мимо Вачелая и Тешняря. В низовьях пересекает районный центр Сосновоборск. Устье реки находится в 761 км по правому берегу реки Сура на высоте 176,6 метра над уровнем моря.
В среднем течении ширина реки — 10 метров при глубине в 1 метр, в нижнем она расширяется до 35 метров. Скорость течения воды 0,2 м/с.

## Притоки
Объекты перечислены по порядку от устья к истоку.
- Лелейка[5] (лв)
- Вачелайка[3] (пр)
- 24 км: Мывалка[3] (пр)
- 30 км: Чусарлей[3] (пр)

## Данные водного реестра
По данным государственного водного реестра России относится к Верхневолжскому бассейновому округу, водохозяйственный участок реки — Сура от истока до Сурского гидроузла, речной подбассейн реки — Сура. Речной бассейн реки — (Верхняя) Волга до Куйбышевского водохранилища (без бассейна Оки).
Код объекта в государственном водном реестре — 08010500112110000035185.